# Кевин Лав
Кевин Весли Лав (енгл. Kevin Wesley Love; Санта Моника, Калифорнија, 7. септембар 1988) амерички је кошаркаш. Игра на позицијама крилног центра и центра, а тренутно наступа за Јута џез.

## Биографија
Лав је провео једну сезону на Универзитету Калифорније у Лос Анђелесу, играјући за колеџ тим УКЛА Бруинс (енгл. UCLA Bruins).
На НБА драфту 2008. одабрали су га Мемфис гризлиси као 5. пика. Убрзо након драфта мењан је у Минесота тимбервулвсе. Са њима проводи наредних шест сезона. У августу 2014. је мењан у Кливленд кавалирсе.
Са кошаркашком репрезентацијом Сједињених Америчких Држава освојио је златне медаље на Светском првенству 2010. и на Олимпијским играма 2012.

## Успеси

### Клупски
- Кливленд кавалирси:
  - НБА (1): 2015/16.

### Репрезентативни
- Олимпијске игре:  2012.
- Светско првенство:  2010.

### Појединачни
- НБА ол-стар меч (5): 2011, 2012, 2014, 2017, 2018.
- Идеални тим новајлија НБА — друга постава: 2008/09.
- Победник НБА такмичења у брзом шутирању тројки (1): 2012.
- Играч НБА који је највише напредовао (1): 2010/11.
- Идеални тим НБА — друга постава (2): 2011/12, 2013/14.